# Alberto Losacco
Alberto Losacco (Brindisi, 1º luglio 1970) è un politico italiano.

## Biografia
Residente a Bari, è sposato ed ha tre figli. Laureato in giurisprudenza all'Università di Bari, Avvocato Cassazionista, ha superato l’esame di abilitazione alla professione forense nel 2001. Nel 1992 diventa consigliere di amministrazione dell'Aero Club di Bari. Fondatore e Presidente dell’Accademia Cittadella Nicolaiana, che dal gennaio 2019 gestisce il Museo Nicolaiano di Bari, in base alla convenzione sottoscritta, nel novembre 2018, con la Basilica Pontificia di San Nicola.

### Attività politica
Nel 1995 fonda a Bari uno dei primi Comitati Prodi diventando responsabile regionale dei Giovani per l'Ulivo. Nel 1996 partecipa alla campagna elettorale di Romano Prodi e Walter Veltroni, come responsabile organizzativo nazionale dei Giovani per L'Ulivo e contribuisce alla nascita del Giovani per L'Ulivo
Nel 1999 segue gli aspetti organizzativi e la comunicazione politica del Movimento de I Democratici di Romano Prodi, Arturo Parisi e Francesco Rutelli. Riveste, poi, lo stesso ruolo sino a quando I Democratici danno vita, con il Partito Popolare e Rinnovamento Italiano, a La Margherita. A partire dal 2002, gestisce l'ufficio comunicazione e propaganda de La Margherita, incarico che ricopre sino allo scioglimento del partito per la nascita del Partito Democratico. Nel 2006 viene chiamato a capo della segreteria dal primo Presidente del gruppo parlamentare de L'Ulivo, Dario Franceschini.

#### Nel Partito Democratico
Nel 2007 coordina, insieme a Vinicio Peluffo, il Comitato "La Nuova Stagione", la struttura che sosteneva - nella campagna elettorale per le Elezioni Primarie del 14 ottobre - la candidatura alla guida del Partito Democratico del ticket Walter Veltroni-Dario Franceschini. All'interno del Partito Democratico ha ricoperto l'incarico di direttore della struttura centrale e dal 2007 al 2009 di responsabile nazionale Campagne di Comunicazione ed Eventi. Più volte componente della Commissione Nazionale per il Congresso.
Membro della Commissione Nazionale di Garanzia del Partito Democratico sino alla fine del 2018, Dal 2019 è componente della Direzione Nazionale insediata dopo la vittoria di Nicola Zingaretti al congresso per la segreteria del Pd.
Nel 2019 e 2020 è Commissario del Partito Democratico della regione Sicilia. 
Da marzo 2022 è Commissario del Partito Democratico delle Marche.
Alle primarie del 2022 ha sostenuto Elly Schlein ed è stato eletto in Direzione Nazionale del Partito Democratico.

#### Deputato nazionale
Deputato nella XVI legislatura del Parlamento Italiano, è stato eletto il 23 aprile 2008 nella XXI circoscrizione, la Puglia. Iscritto al gruppo parlamentare del Partito Democratico, fa parte - dal 21 maggio 2008 al 22 ottobre 2009 - della VI Commissione (Finanze). Dal 22 ottobre 2009 al 13 ottobre 2010, fa parte della XIV Commissione (Politiche dell'Unione Europea).  Fa parte della III Commissione (Affari Esteri e Comunitari) dal 13 ottobre 2010 al 9 giugno 2011. Dal 9 giugno 2011 è di nuovo commissario della XIV Commissione (Politiche dell'Unione Europea). È membro della Giunta delle Elezioni dal 21 maggio 2008, mentre dal 2012 è componente del Comitato Parlamentare per i procedimenti di accusa.
Alle elezioni politiche del 23-24 febbraio 2013 viene rieletto deputato della XVII legislatura.
Fa parte della V Commissione Bilancio, Tesoro e Programmazione e del Consiglio di Giurisdizione Dal 15 marzo 2013 al 7 maggio 2013 ha fatto parte della Giunta delle Elezioni Provvisoria.
Uffici Parlamentari: dal 7 ottobre 2014 al 9 agosto 2023 è Presidente del Consiglio di Giurisdizione della Camera dei Deputati.
Nel 2018 viene rieletto deputato nella circoscrizione Piemonte 2. È confermato, nel 2018, come Presidente del Consiglio Giurisdizionale della Camera dei Deputati.

#### Senatore
Alle elezioni politiche anticipate del 25 settembre 2022 viene candidato per il Senato nel collegio plurinominale delle Marche come capolista della lista Partito Democratico - Italia Democratica e Progressista risultando eletto.
Nella Commissione Finanze e Tesoro del Senato riveste il ruolo di Segretario. Dal 2023 è componente dell'Assemblea Parlamentare della Nato, rivestendo il ruolo di Vicepresidente della commissione Economia e Sicurezza e della sottocommissione relazioni economiche transatlantiche dell'Assemblea Parlamentare Nato.
L'11 luglio 2023 è stato eletto Presidente della Commissione Contenziosa, l'organo giurisdizionale del Senato della Repubblica.